# 伊達村永
伊達 村永（だて むらなが、元禄2年（1689年） - 享保9年閏4月26日（1724年6月17日））は、江戸時代前期の伊達家一門登米伊達家6代当主。
父は梁川元頼。母は西大立目蔵人の娘。養父は伊達村直。正室は針生盛信の娘。養子は伊達村倫。幼名百助。通称は若狭、近江。初名は宗永。

## 生涯
元禄2年（1689年）仙台藩一家梁川元頼の長男として生まれ、一門登米邑主伊達村直の養子となる。宝永8年（1711年）元服し、藩主伊達吉村より一字拝領を受け「村永」と名乗る。享保3年（1718年）、藩主吉村帰国許可の謝使として江戸城で将軍徳川吉宗に拝謁する。享保9年（1724年）、藩儒中澤晩翠の門人の星愛信（淡水）を、継嗣村倫の侍読とする。
享保9年（1724年）閏4月26日死去。享年36。